# Pierre Dentener
Pierre Dentener (Weert, 23 februari 1914 - 1 december 1996) is een muzikant, entertainer en componist/tekstschrijver. "D'n Dent", zoals hij beter bekendstaat, schreef zo'n 500 verschillende liederen. Het Goojen Aovundj" (naar de muziek van Verdi), "Ut Menke", " Antje van de Stasie" ,  " Mieene Greune" en " Onger de Paereboum komen van zijn hand. Sommige liedjes schreef hij in samenwerking met zijn vrienden of kinderen. Naast de nummers in het Weerter dialect schreef hij ook liedjes in het Nederlands zoals
" Dat jij de mooiste bent" , " Kijk eens naar de lucht " Een zee zonder water" en In het groene Dal". Tevens schreef hij liederen voor diverse Nederlandse en Belgische artiesten, waaronder Duo Johan en Henk, De Limburgse zusjes en Eddy Wally. In totaal zijn er circa 200.000 platen met zijn muziek verkocht.
D'n Dent begon zijn muzikale loopbaan in de dertiger jaren. Na de Tweede Wereldoorlog richtte hij Denteners Band op. In 1986 nam Pierre Dentener na 52 jaar afscheid van zijn muzikale carrière.